# Verkehrsart
Unter Verkehrsart versteht die Verkehrswissenschaft die Merkmale, anhand derer der Verkehr in einem Verkehrssystem organisiert werden kann.

## Allgemeines
Als Verkehrsart wird die Gesamtheit der Verkehrstechniken angesehen, die sich des gleichen Verkehrsweges bedienen. Dabei ist zu berücksichtigen, dass der Verkehr zu Lande, im Wasser, in der Luft und als Raumfahrt stattfinden kann.
Je nach Trägermedium gibt es als Verkehrsarten den Landverkehr, Wasserverkehr und Luftverkehr. Wird der Verkehr nach Zugangsmöglichkeit unterschieden, gibt es als Verkehrsarten den öffentlichen Verkehr und Individualverkehr. Nach der sich durch Ortsveränderung ergebenden Entfernung zwischen Ausgangs- und Bestimmungsort eines Transportes wird zwischen Nahverkehr und Fernverkehr unterschieden. Schließlich gibt es noch die Verkehrsarten Linienverkehr, Bedarfsverkehr (Charterverkehr) und Gelegenheitsverkehr, deren Merkmal der Transportbedarf ist.

## Trägermedium

### Landverkehr
Beim Landverkehr gibt es den Fußgängerverkehr oder den Fahrzeugverkehr. Je nachdem, was ein Transport- oder Verkehrsmittel transportieren soll, ist zwischen Personen- oder Güterverkehr zu unterscheiden.
Personen- und Güterverkehr mit Fahrzeugen gibt es als Straßenverkehr oder Schienenverkehr. Zum Straßenverkehr gehört der öffentliche Verkehr und der Individualverkehr, im Schienenverkehr dominiert der Eisenbahnverkehr mit Schienenpersonenverkehr und Schienengüterverkehr.

### Wasserverkehr
Der gewerbliche Wasserverkehr (Berufsschifffahrt) wird unterteilt in Binnenschifffahrt und Seeschifffahrt. Diese wiederum gliedern sich jeweils in Passagierschifffahrt und Frachtschifffahrt. Passagierschiffe im Binnenland sind Ausflugsdampfer, Fähren oder Flusskreuzfahrtschiffe, die auf Flüssen oder Seen unterwegs sind, im Seeverkehr entsprechend größere Kreuzfahrtschiffe. Die Frachtschifffahrt konzentriert sich auf große internationale Binnengewässer wie etwa Elbe, Donau oder Rhein mit Containerschiffen oder Tankern und im Seeverkehr auf die Seefracht.
Zum nicht gewerblichen Wasserverkehr (Sportschifffahrt) gehören der unentgeltliche Wassersport und die Flaschenpost.

### Luftverkehr
Es gibt den gewerblichen und nicht gewerblichen Luftverkehr. Zum gewerblichen Luftverkehr gehören der Linienverkehr und der Nicht-Linienverkehr. Letzterer umfasst den Charterverkehr, der sich wiederum aus dem Pauschalflugreiseverkehr und dem Tramp- und Anforderungsverkehr sowie dem Taxiverkehr, Rundflug, Bildflug oder Reklameflug zusammensetzt.
Nicht-gewerblicher Verkehr ist der unentgeltliche Luftsport.

### Leitungsverkehr
Der Leitungsverkehr ist eine Verkehrsart, deren Transportwege aus Leitungen bestehen. Diese Leitungen sind durch Leitungsnetze miteinander verbunden. Dabei handelt es sich um Rohrleitungen für den Transport von Erdöl oder Erdgas (Pipelines) oder den Transport von Rohrpost.

## Zugangsmöglichkeit
Der öffentlicher Verkehr ist für jedermann zu gleichen Beförderungsbedingungen zugänglich (es besteht weitgehend eine Beförderungspflicht) und wird durch Verkehrsunternehmen betrieben. Den höchsten Anteil am Gesamtverkehr hat jedoch der Individualverkehr mit allen Fahrtzwecken. Individualverkehr ist eine Verkehrsart, welche die Beförderungswünsche von Personen direkt befriedigt, wobei der Benutzer frei in der Bestimmung der Fahrzeit, der Fahrtroute, der Fahrtunterbrechungen und des Fahrzieles ist.

## Entfernung
Im Hinblick auf die Entfernung zwischen Ausgangs- und Bestimmungsort gibt es als Verkehrsarten den Nahverkehr und Fernverkehr:
- Nahverkehr ist vor allem der öffentliche Personennahverkehr und Regionalverkehr. Er wird durch Pendler und Reisende genutzt.
- Der Fernverkehr für Pendler und Reisende wird vom Schienenpersonenfernverkehr und von Fernverkehrsbussen übernommen.

Die Abgrenzung zwischen Nah- und Fernverkehr ist uneinheitlich. Als Maßstab kann § 2 Abs. 12 AEG herangezogen werden, wonach beim Nahverkehr „die gesamte Reiseweite 50 Kilometer oder die gesamte Reisezeit eine Stunde nicht übersteigt.“

## Transportbedarf
Der Linienverkehr richtet sich nicht nach dem aktuellen Bedarf, sondern ist gemäß § 42 Satz 1 PBefG „eine zwischen bestimmten Ausgangs- und Endpunkten eingerichtete regelmäßige Verkehrsverbindung, auf der Fahrgäste an bestimmten Haltestellen ein- und aussteigen können. Er setzt nicht voraus, dass ein Fahrplan mit bestimmten Abfahrts- und Ankunftszeiten besteht oder Zwischenhaltestellen eingerichtet sind“.
Dagegen sind Bedarfsverkehr, Charterverkehr und Gelegenheitsverkehr am konkreten Bedarf der Reisenden ausgerichtet und verkehren nicht regelmäßig.

## Statistik
Die Anteile einzelner Verkehrsträger an der gesamten Verkehrsleistung im Gütertransport ergeben sich für Deutschland aus folgender Tabelle:
| Verkehrsträger        | 2019 (in Mio. t)                     | 2020 (in Mio. t)                     | 2020 (in %) |
| --------------------- | ------------------------------------ | ------------------------------------ | ----------- |
| Straßengüterverkehr   | 3.208,2                              | 3.119,6                              | 78,2        |
| Frachtschiffverkehr   | 495,3; davon Seefrachtverkehr: 290,2 | 461,2; davon Seefrachtverkehr: 273,2 | 11,6        |
| Schienengüterverkehr  | 340,6                                | 320,1                                | 8,0         |
| Rohrleitungen (Rohöl) | 85,1                                 | 81,7                                 | 2,0         |
| Luftfrachtverkehr     | 4,8                                  | 4,6                                  | 0,2         |

Es dominiert der Straßengüterverkehr, gefolgt von der Frachtschifffahrt und dem Schienengüterverkehr. Der Straßengüterverkehr übernimmt häufig die Rolle des Vor- oder Nachlaufs im kombinierten Verkehr, während Güterzüge oder Frachtschiffe im Hauptlauf tätig sind.

## Wirtschaftliche Aspekte
Verkehrsarten spielen eine wichtige Rolle in der Verkehrsstatistik, die als Grundlage der Verkehrspolitik und Verkehrsplanung dient. Die Verkehrsarten dienen zudem der Unterscheidung innerhalb eines Gebietes mit fest definierten Grenzen (Verkehrsraum, Verkehrszelle, Verkehrsgebiet oder Verkehrsbezirk).
Bei der Planung einer Straße ist die künftige Verkehrsbelastung zu ermitteln. Zu diesem Zweck muss der gegenwärtige Verkehr in Verkehrsgebieten analysiert werden. Das Verkehrsgebiet umfasst ein Gebiet, auf den der Neubau der Straßen voraussichtlich Einfluss nehmen wird. Aus den gewonnenen Daten kann eine Verkehrsprognose erstellt werden, nach der das Verkehrsaufkommen auf der Straße anschließend bemessen werden kann. Aber nicht nur für den Straßenneubau, sondern auch zur allgemeinen Verkehrserfassung muss der Verkehr gezählt und in entsprechende Kategorien eingeteilt werden.